# Turmhügel Regnitzlosau II
Der Turmhügel Regnitzlosau ist eine abgegangene Turmhügelburg (Motte) in Regnitzlosau im oberfränkischen Landkreis Hof.
Von dem Turmhügel sind keine oberirdischen Spuren mehr erkennbar. Er befand sich in Tallage an der südlichen Regnitz. Heute befindet sich an dieser Stelle das Gebäude Postplatz 5. Das Gelände ist als Bodendenkmal D-4-5638-0001 gekennzeichnet. Ein weiterer Turmhügel befand sich westlich der Kirche an der Weggabelung nach Rehau und zur Klötzlamühle.